# حشره‌خوار کوتوله ریزجثه
 حشره‌خوار کوتوله ریزجثه (نام علمی: Suncus infinitesimus) نام یک گونه از سرده حشره‌خوارهای مشکین است.